# Koichiro Hirayama
Koichiro Hirayama (japonès: 平山紘一郎)  (Kagoshima, 9 de setembre de 1946) és un lluitador japonès, ja retirat, especialista en lluita grecoromana, que va competir durant les dècades de 1960 i 1970.
El 1972 va prendre part en els Jocs Olímpics d'Estiu de Múnic, on guanyà la medalla de plata en la prova del pes mosca del programa de lluita grecoromana. Quatre anys més tard, als Jocs de Mont-real, va guanyar la medalla de bronze en la mateixa prova.
En el seu palmarès també destaca una medalla d'or als Jocs Asiàtics de 1974.